# Puchar Białorusi w hokeju na lodzie (2014/2015)
15. edycja Pucharu Białorusi w hokeju na lodzie była rozgrywana od 20 do 31 sierpnia 2014 roku. Wzięło w niej udział 12 drużyn, w tym 11 drużyn Ekstraligowych z sezonu 2014/2015 oraz drużyna Junost’ Mińsk występująca w rozgrywkach MHL. W turnieju pucharowym nie uczestniczył klub Dynama Mińsk, który występuje w lidze (KHL).
Podobnie, jak w poprzedniej edycji rozgrywki odbyły się systemem kołowym, tj. mecz każdy z każdym. Rozgrywki składały się z dwóch faz. W pierwszej uczestniczyło wszystkie 12 zespołów podzielone na dwie sześciozespołowe grupy. Najlepsza drużyna z każdej z grup awansowała do finału, który odbył się w stolicy państwa – Mińsku w hali Czyżouka Arena.

## Faza grupowa
Grupa A
|                       | M | Pkt | Z | Zd | Pd | P | G+ | G- | +/− |
| --------------------- | - | --- | - | -- | -- | - | -- | -- | --- |
| HK Nioman Grodno      | 5 | 14  | 4 | 1  | 0  | 0 | 21 | 10 | +11 |
| Junost’ Mińsk (MHL)   | 5 | 11  | 3 | 1  | 0  | 1 | 14 | 13 | +1  |
| Mietałłurg Żłobin     | 5 | 10  | 3 | 0  | 1  | 1 | 13 | 10 | +3  |
| HK Brześć             | 5 | 6   | 1 | 1  | 1  | 2 | 13 | 15 | –2  |
| Chimik-SKA Nowopołock | 5 | 4   | 1 | 0  | 1  | 3 | 11 | 15 | –4  |
| HK Witebsk            | 5 | 3   | 1 | 0  | 0  | 4 | 9  | 13 | –4  |

Grupa B
|                        | M | Pkt | Z | Zd | Pd | P | G+ | G- | +/− |
| ---------------------- | - | --- | - | -- | -- | - | -- | -- | --- |
| Junost' Mińsk          | 5 | 13  | 4 | 0  | 1  | 0 | 21 | 15 | +6  |
| HK Szachcior Soligorsk | 5 | 12  | 3 | 1  | 1  | 0 | 19 | 6  | +13 |
| HK Homel               | 5 | 11  | 3 | 1  | 0  | 1 | 24 | 14 | +10 |
| HK Dynama Mołodeczno   | 5 | 6   | 2 | 0  | 0  | 3 | 13 | 12 | +1  |
| HK Lida                | 5 | 3   | 1 | 0  | 0  | 4 | 10 | 18 | –8  |
| HK Mohylew             | 5 | 0   | 0 | 0  | 0  | 5 | 5  | 30 | –25 |

     Drużyna awansowała do finału.

## Finał
| 31 sierpnia 2014 | Junost’ Mińsk | 0:5 | Nioman Grodno | Czyżouka Arena, Mińsk |

| Szczegóły      | Szczegóły | Szczegóły       | Szczegóły | Szczegóły                                                                   |
| -------------- | --------- | --------------- | --- | --------------------------------------------------------------------------- |
| Godzina: 17:30 |           | (0:2, 0:3, 0:0) | 07:10 (EQ) Siarhiej Mikulczyk 07:25 (EQ) Siarhiej Mikulczyk 35:11 (EQ) Serhiej Kopileć 36:01 (EQ) Ihor Uszakou 38:16 (EQ) Jegor Stepanou | Widzów: 1900 Sędzia główny: Petr Amosou Sędziowie liniowi: Maksim Sidorenko |
| Godzina: 17:30 | 6 min     |                 | 8 min | Widzów: 1900 Sędzia główny: Petr Amosou Sędziowie liniowi: Maksim Sidorenko |